# Saint-Paul (Paris metro)
Saint-Paul är en tunnelbanestation i Paris metro för linje 1. Den betjänar stadsdelen Marais. I närheten ligger Saint-Paul-Saint-Louis, Place des Vosges, Rue des Rosiers och Lycée Charlemagne. Stationsnamnet kommer från Rue Saint-Paul samt kyrkan Saint-Paul-Saint-Louis. 

## Galleri

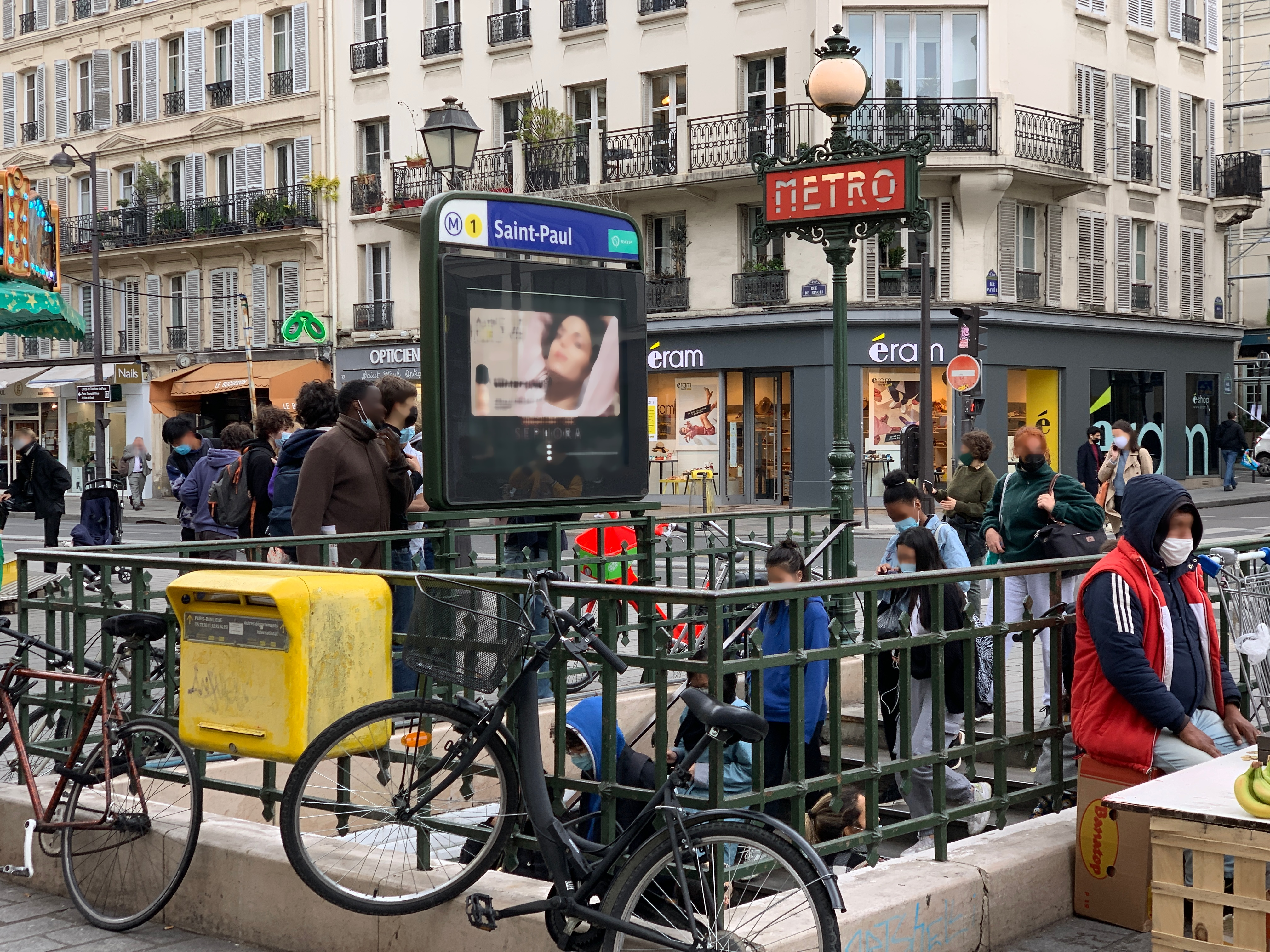
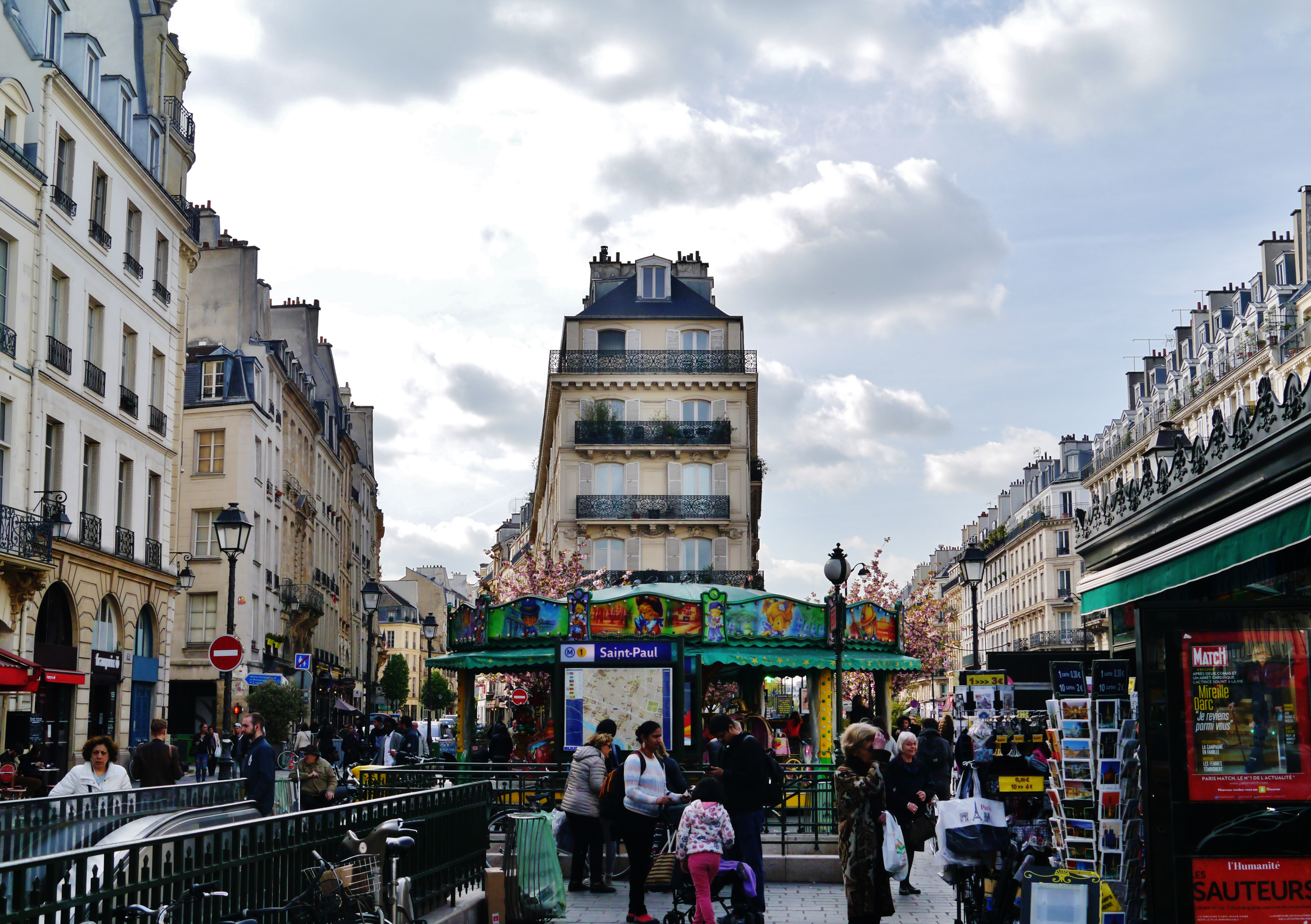
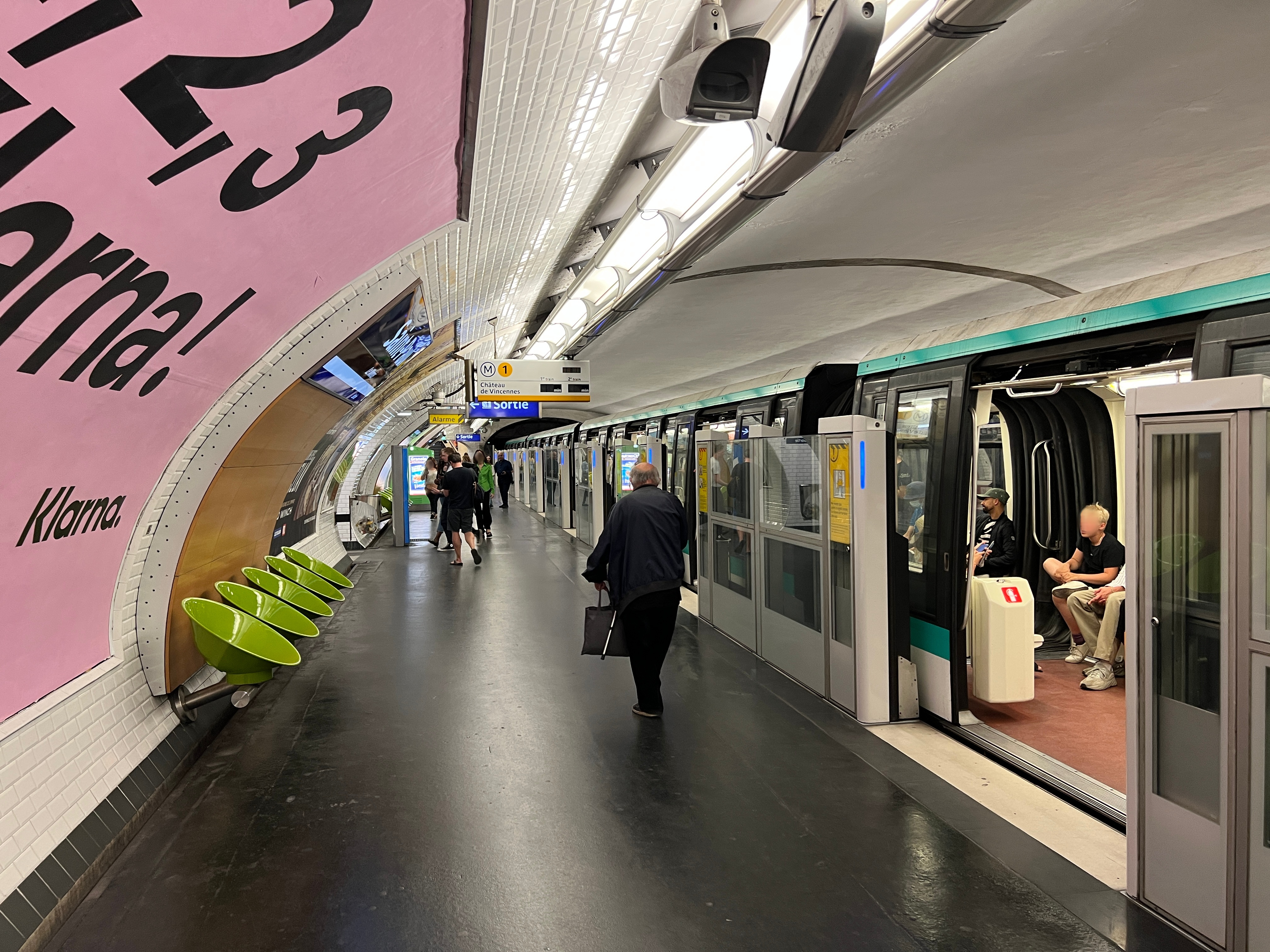
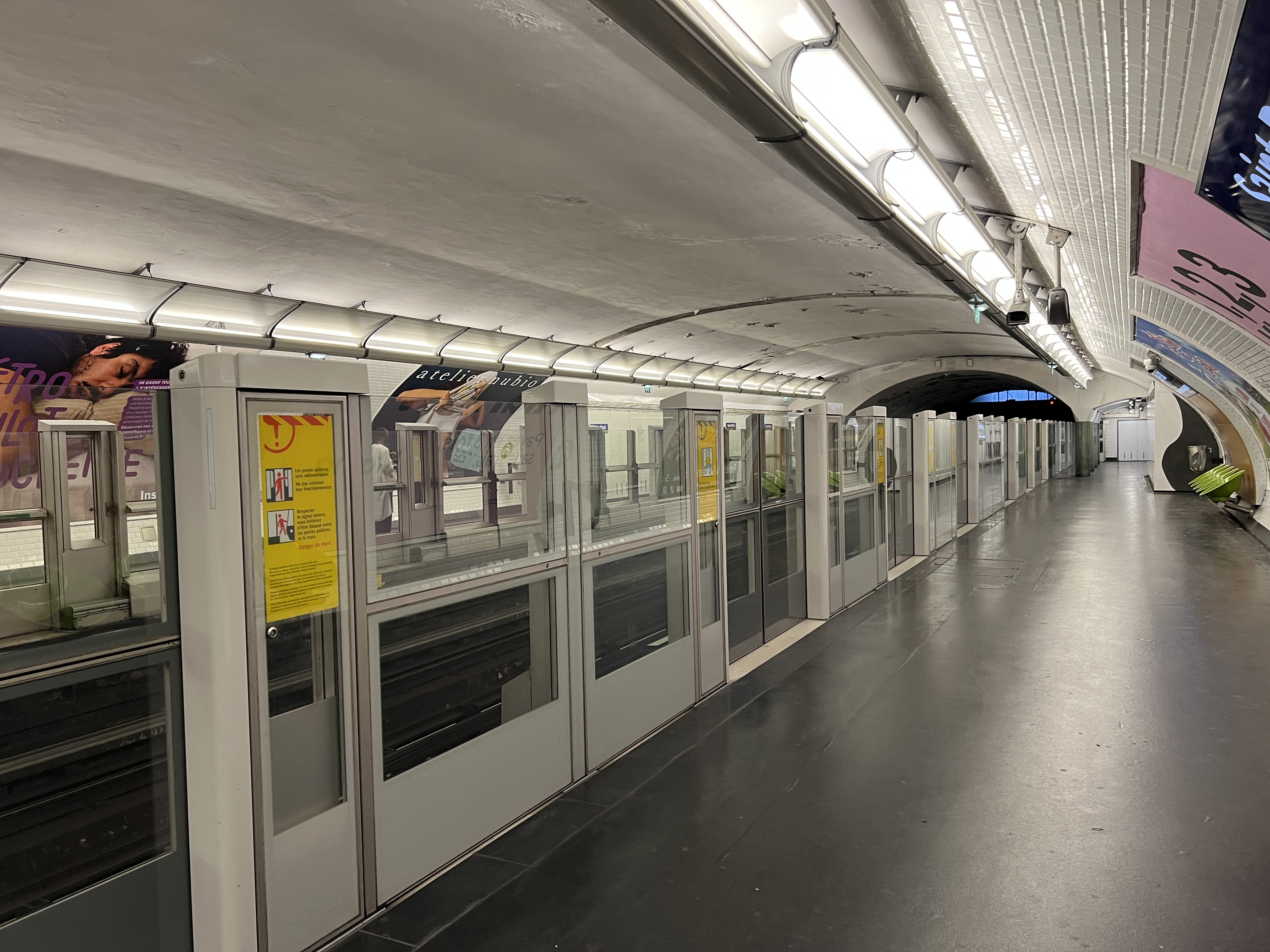